# 洪建胜
洪建胜（1954年—），浙江金华人，汉族，中华人民共和国科学家、第十二届全国人民代表大会四川地区代表。
毕业于西北工业大学航空火力控制专业。中航工业成都飞机工业（集团）有限公司专务、副总工程师。2008年，当选第十一届全国政协委员，代表科学技术界，分入第二十九组。2013年，担任全国人大代表。